# Milan Kučera (sdruženář)
Milan Kučera (* 18. června 1974 Jilemnice) je bývalý český sdruženář, který závodil v letech 1990–2002.
Startoval na ZOH 1992, 1994, 1998 a 2002, jeho nejlepším umístěním je 5. místo z individuálního závodu v Naganu 1998 a stejná příčka ze závodu družstev v Lillehammeru 1994. Zúčastnil se také světových šampionátů v letech 1993, 1995, 1997, 1999 a 2001 (individuálně nejlépe 4. místo na MS 1995).